# Czeglédi Pál (közgazdász)
Czeglédi Pál (Kemecse, 1979. február 17. –) Junior Prima díjas közgazdász.

## Élete
1997 és 2002 között a Debreceni Egyetem Közgazdaság- és Gazdaságtudományi Karán tanult, ahol közgazdász oklevelet szerzett.
2002 és 2007 között Debreceni Egyetem Közgazdaságtudományi Doktori Iskolájának hallgatója volt, PhD fokozatot nyert doktori értekezését summa cum laude minősítéssel védte meg.
2005–2007-ben a Debreceni Egyetem tudományos segédmunkatársa volt, 2007–2008-ban mint tanársegéd dolgozott ugyanitt. 2008-tól egyetemi adjunktus.
Érdeklődési területei a növekedéselmélet, intézményi közgazdaságtan és a modern osztrák közgazdaságtan.

## Művei
- Piaci intézmények és gazdasági növekedés: a modern osztrák iskola nézőpontja; Akadémiai, Bp., 2007 (Philosophiae doctores)
- Czeglédi Pál–Kapás Judit: Economic freedom and development. An Austrian economics perspective; Akadémiai, Bp., 2009
- Institutions and the industrial revolution; szerk. Kapás Judit, Czeglédi Pál; DE Közgazdasági és Gazdaságtudományi Kar, Debrecen, 2012 (Competitio könyvek)
- Interdiszciplináris tudományos konferencia. Kari Tudományos Diákköri Konferencia és "A jövő tudósai" – PhD (doktori) konferencia. Debrecen, 2015. november 12. Rezümé kötet; szerk. Dajnoki Krisztina, Szőllősi László, Czeglédi Pál; Debreceni Egyetem Gazdaságtudományi Kar, Debrecen, 2015